# エンリコ・アルベルトージ
エンリコ･アルベルトージ（Enrico Albertosi, 1939年11月2日 - ）は、イタリア・ポントレーモリ出身の元サッカー選手。元同国代表。現役時代のポジションはGK。

## 経歴

### クラブ
スペツィアでユース時代を過ごしたのち、1959年1月ACフィオレンティーナに所属していた18歳の時にセリエAデビューを果たした。フィオレンティーナでは2度のコッパ・イタリア優勝など4つのタイトルを獲得した。
1968年にルイジ・リーヴァ擁するカリアリ・カルチョに移籍。すると1969-70シーズンにはクラブ初であり唯一となるセリエA優勝に貢献した。
1974年にACミランに移籍すると、在籍6年間でセリエAとコッパ・イタリアをそれぞれ1度ずつ獲得した。
しかし1980年には八百長スキャンダル「トトネロ」に関与していたとして、2シーズンの出場停止処分を受けた。その後、1982年にエルピディエンセで現場復帰し、2年後の1984年に現役を引退した。

### 代表
1961年のアルゼンチン代表戦でイタリア代表にデビュー。
1970 FIFAワールドカップには、カリアリでの活躍により、ライバルとして知られたディノ・ゾフとのポジション争いに勝ち、正GKとして全試合に先発出場した。「世紀の試合」や「アステカの死闘」と呼ばれることになる準決勝の西ドイツ代表戦でも活躍を見せた。

## エピソード
ACミランの後輩にあたるジャンルイジ・ドンナルンマが、2017年にクラブとの契約延長を拒否した際には、批判の声を上げた。

## 所属クラブ
- 1954-1958  スペツィア・カルチョ　（0試合0得点）
- 1958-1968  ACフィオレンティーナ　（185試合0得点）
- 1968-1974  カリアリ・カルチョ　（177試合0得点）
- 1974-1980  ACミラン　（170試合0得点）
- 1982-1984  エルピディエンセ　（44試合0得点）

## 代表歴
- イタリア代表　1961-1972
  - 代表デビュー：1961年6月15日 対アルゼンチン戦（4-1）
  - 代表通算：34試合出場 0得点